# カスティアーダス
カスティアーダス（イタリア語: Castiadas）は、イタリア共和国サルデーニャ州南サルデーニャ県にある、人口約1,700人の基礎自治体（コムーネ）。

## 地理

### 位置・広がり

#### 隣接コムーネ
隣接するコムーネは以下の通り。括弧内のCAはカリャリ県所属を示す。
- マラカラゴーニス (CA)
- ムラヴェーラ
- サン・ヴィート
- シンナイ (CA)
- ヴィッラシミーウス